# Tío Willy
Tío Willy es una serie de televisión emitida por Televisión española en la temporada 1998-1999, con dirección de Pablo Ibáñez T. Se trata de la primera serie en España protagonizada por un personaje homosexual.

## Argumento
Willy es un homosexual, ATS de profesión, que debió abandonar España e instalarse en San Francisco, debido a su orientación sexual. De regreso a su país, se ve en la tesitura de ejercer de padre de sus sobrinos Guillermo, Ana y Chema, con motivo de la crisis matrimonial de su hermana Alicia. Willy se hace con el cariño de la familia. Además consigue que su pareja desde hace 20 años, Marcelo, venga a vivir a Madrid y ambos montan una pizzería. Finalmente, terminarán casándose en Dinamarca en el último episodio.

## Críticas
Tío Willy fue la primera serie española protagonizada por un personaje gay. Con motivo del estreno de la serie, la Agrupación de Telespectadores y Radioyentes, alertó sobre «la socialmente indeseable magnificación de conductas patológicas, cuyas consecuencias en víctimas infantiles y adolescentes saltan con dramática frecuencia en los medios de comunicación».
Por su parte, la Federación Estatal Gay-Lesbiana, en boca de su entonces presidente Pedro Zerolo, señaló que «esta serie supone un avance más hacia la normalización, con los riesgos que ello pueda comportar. El protagonista puede que esté estereotipado, pero esto también sucede en otro tipo de obras».

## Audiencia
La audiencia media de la serie fue de 3.200.000 espectadores (18,4% de cuota de pantalla).

## Reparto
- Andrés Pajares – Tío Willy
- Sílvia Munt – Alicia
- Andrés Burguera – Micky
- Hugo Arana – Marcelo
- Alejandro Cano – Guillermo
- Verónica Jiménez – Ana
- Ofelia Angélica - Marcela
- Laura Cepeda
- Marta Fernández Muro
- Manuel Tejada – Armando (1999)
- Paco Maldonado
- Javivi - Portero

## Ficha técnica
- Director: Pablo Ibáñez T.
- Productor: Valerio Lazarov.
- Guiones: Eduardo Ladrón de Guevara (editor). Juanjo Díaz Polo (guionista).
- Ayudante de dirección: José Picaporte.

## Premios y nominaciones
- Premio Ondas (1998)
- TP de Oro (1998): Nominación a Andrés Pajares como Mejor Actor.
- Premios ATV (1999): Nominación a Andrés Pajares en la categoría de Mejor Interpretación Masculina.